# John Julius Wurdack
John Julius Wurdack (28 d'abril de 1921 - 13 de maig de 1998), va ser un botànic estatunidenc.

## Biografia
Va néixer el 28 d'abril de 1921.
El 1942 Wurdack va rebre una llicenciatura en botànica a la Universitat de Pittsburgh i tenia la intenció de servir com un enginyer sanitari durant la Segona Guerra Mundial.
De 1946 a 1948 va ser al Japó, i també va visitar la Xina. El 1949, Wurdack va obtenir la seva segona llicenciatura en enginyeria sanitària per la Universitat d'Illinois i va treballar com a assistent tècnic al Jardí Botànic de Nova York.
El 1952 va obtenir el seu doctorat. Wurdack va realitzar 11 expedicions importants a Veneçuela. El 1960, es va convertir en comissari de l'Herbari Nacional dels Estats Units..
John Julius Wurdack va morir de càncer el 13 de maig de 1998.